# スーパータイガージム
スーパータイガージムは、佐山聡が設立した日本で初の総合格闘技ジム。

## 概要
- 1984年1月、元新日本プロレスのタイガーマスク（初代）こと佐山聡がリングネームを「タイガーマスク」から「ザ・タイガー」に改名して東京都世田谷区瀬田にタイガージムを設立。一般会員を募って指導を行うと共にスポーツとしての「新格闘技（後のシューティングつまり修斗）」の実験の場とする目的で開いた。

タイガージムは、たくらみを持って近づいてきた、当時の佐山を金儲け目的で利用していた悪徳マネージャーのショウジ・コンチャという人物が事実上の会長であり、高級スポーツクラブ内にあったため、賃貸契約上、格闘技のジムでありながら会員に格闘技を教えることが許されず、形を変えたファンクラブのようになっていた(インストラクターや内弟子だけの練習では格闘技の練習を本格的に行っていた)。コンチャを「お父さん」と呼んで慕っていた佐山も、このあたりからコンチャに対して不信感を抱くようになる。コンチャは佐山が本気で格闘技をやろうとしているとは信じておらず、プロレスラーをバカにしていたような部分もあり、タイガージムに関しても「元タイガーマスク佐山聡」の知名度を利用して金儲けをしようとしか考えていなかった。その後コンチャは佐山に、いきなり「全日本プロレスに出てくれ」等いろんなことを言い出した為、佐山もいよいよ「これは怪しいな」と思ってきた頃、以前コンチャに騙された経験があった会社社長からコンチャの正体を全部聞き、騙されていたことに完全に気づき、コンチャとは絶縁。7月になって、第1次UWFに合流した際に閉鎖。
- 「ザ・タイガー」名義の権利もコンチャにあるため、リングネームを「ザ・タイガー」から「スーパータイガー」に再改名。それと同時に1985年1月、佐山の創設した初の総合格闘技シューティング(修斗)のジムとして、新たに東京都世田谷区三軒茶屋にスーパータイガージムを設立。

佐山はプロレスを引退し、プロレスとは絶縁し、修斗（当時は「シューティング」と呼んでいた）を1つの格闘技として確立させるべく指導者としてジムの会員達に指導し、根付かせることに専念する。
- 当時は佐山を慕って入会してくる元タイガーマスクファンやプロレスファン、プロレスを志す者、憧れの佐山聡から直接教わりたいというファン等が多く、ジムに入りきれないほどの膨大な会員数であった為、月・水・金の組と火・木・土の組とに自動的に振り分けられていた。
- 三軒茶屋時代は、ウルトラマン80の主役俳優である長谷川初範も俳優業の傍らジム生として練習していた。
- 三軒茶屋のスーパータイガージムは設立されて2年近く経った頃に2軒隣の、屋上から腕を下に伸ばした巨大なゴリラのオブジェがある「ゴリラビル」へと移転した。
- 1990年代になってジムを三軒茶屋から神奈川県川崎市宮前区鷺沼のジム(「宮田アスレチッククラブ」を間借り)を経て神奈川県横浜市に「スーパータイガージム横浜」として移転するが(この頃には「スーパータイガージム横浜」の他に「木口道場」も初のオフィシャルジムとして修斗を行っていた)、1994年4月29日に埼玉県大宮市丸ヶ崎にあった「大宮健康センターゆの郷」敷地内に併設という形で「スーパータイガージム大宮」又の名を「スーパータイガーセンタージム」「佐山聡道場」として本部を移転。「大宮健康センターゆの郷」を経営していた中村倫也の父親である中村晃三が当時は修斗のメインスポンサーだったことから創設されたジムである。この頃から「シューティング」を「修斗」と呼ぶことが多くなっていき、1990年代後半には「修斗」で統一されるようになって行く。

「スーパータイガージム横浜」（現在の名称は「シューティングジム横浜」）はオフィシャル支部ジムとなり、佐山の愛弟子である川口健次が、その代表となって引き続き現在も運営されている（当初の場所はスポンサーが出したもので広く設備の整ったジムだったがスポンサーが外れたために移転となり、その移転先のジムは極端に狭かったため1997年に更に移転し、2023年にそのビルが取り壊しになったため更に移転している）。
- 1996年にジム内でクーデター事件が起こり(佐山がそれまでは弟子達にキレながら力説するほど徹底否定して低く言ってたプロレスに今度は何故か自身が再びタイガーマスクとして現役復帰しその自身が低く言ってたプロレスラーに自ら戻るという矛盾に対してインストラクター達・フロント側が一斉に反感を抱いた等といった確執が理由)、1996年7月7日を以て会長の佐山聡だけがジムを追い出され、佐山に育てられたインストラクター達が佐山抜きで自分達だけで舵を取って運営するようになり、以後は佐山聡とは無関係になるためスーパータイガーの名称を外し、「シューティングジム大宮」に名称を変更して（ジム名が長いことなどから呼称として「大宮ジム」と呼ばれていた）、佐山の直弟子である朝日昇、中井祐樹、エンセン井上、草柳和宏、九平がインストラクターとして指導を続ける。同じく佐山の直弟子である坂本一弘は現役選手を引退しフロント業に徹する（他の選手が佐山の変更した新たな試合ルールに対して批判的な発言をしたのを某雑誌が坂本の発言という捏造をして掲載したため、それを読んだ佐山が坂本に対して激怒し、その誤解から佐山と坂本は長い期間絶縁状態となっていた）。
- 当時の大宮ジムはギスギスした不穏な空気であり、相手からの挨拶を無視する会員も多く、会員同士のやり取りも非常に素っ気なくてお互いに冷たく陰湿な空気が流れていて、バーリ・トゥードのブームだったこともあって会員数が膨大であり、飲み込みの遅い会員が覚えるまで教えてはもらえず雑に扱われていて居づらい空気があり、入れ替わりの激しいジムだった。
- その後、サンボのスクーリングを指導していた草柳が既に前年からオフィシャルジム「SHOOTO GYM K'z FACTORY」（現在の名称は「HAGANE GYM」であり、元々「SHOOTO GYM K'z FACTORY」に決定する前は「スーパーゼンジロウジム」という名称になる予定だった）として独立しており大宮ジムからサンボの時間が廃止となったため草柳は大宮ジムでの指導を終了し、中井が1997年にオフィシャルジム「パラエストラ」として独立し（そこから更にパラエストラのオフィシャルジムが増える）、九平がオフィシャルジムの「9’MMA」として独立し、朝日が「東京イエローマンズ」として独立。
- 以後、「シューティングジム大宮」はエンセン井上が代表となり、名称が「PUREBRED大宮」に変更となり、2005年からは大宮ジムで育ったプロシューターの池田久雄が責任者となり、2015年8月に「大宮健康センターゆの郷」が閉店したことに伴い埼玉県上尾市にジムを移転。ジム名は「PUREBRED大宮」から「PUREBRED」へと変更され、引き続き総合格闘技ジムとして運営されている。
- 現在、スーパータイガージムを名乗っているジムは掣圏道・掣圏真陰流の支部道場として運営されていたものであり、群馬県には渡部優一主宰の「スーパータイガージム群馬道場」、千葉県には田中健一主宰の「スーパータイガージム田中塾」があるが、この2つのジムは修斗時代からのオフィシャルジムだった(修斗時代は両ジムとも名称が違い、「スーパータイガージム群馬道場」は「スーパータイガージム太田」から「シューティングジム北関東」を経て現在の名称に変更され、「スーパータイガージム田中塾」は「スーパータイガージム津田沼」から「総合格闘技津田沼道場」、「格闘結社田中塾」を経て現在の名称に変更された)。

## インストラクター
- 山崎一夫
- 北原光騎
- 中村頼永
- 平直行
- 宮戸優光
- 田中太郎
- 藤原敏男
- ビクトル古賀
- 川口健次
- 朝日昇
- 中井祐樹
- エンセン井上
- 草柳和宏
- 九平

## 出身選手
- スーパーライダー
- タイガーマスク（4代目）
- 北原光騎
- 宮戸優光
- 長井満也
- 菊田早苗
- 中村頼永
- 平直行
- 港太郎
- 石川雄規
- セッド・ジニアス
- リッキー・フジ
- 黒田英雄
- H II
- 丸藤正道
- 藤井克久